# Andrea Bertoletti

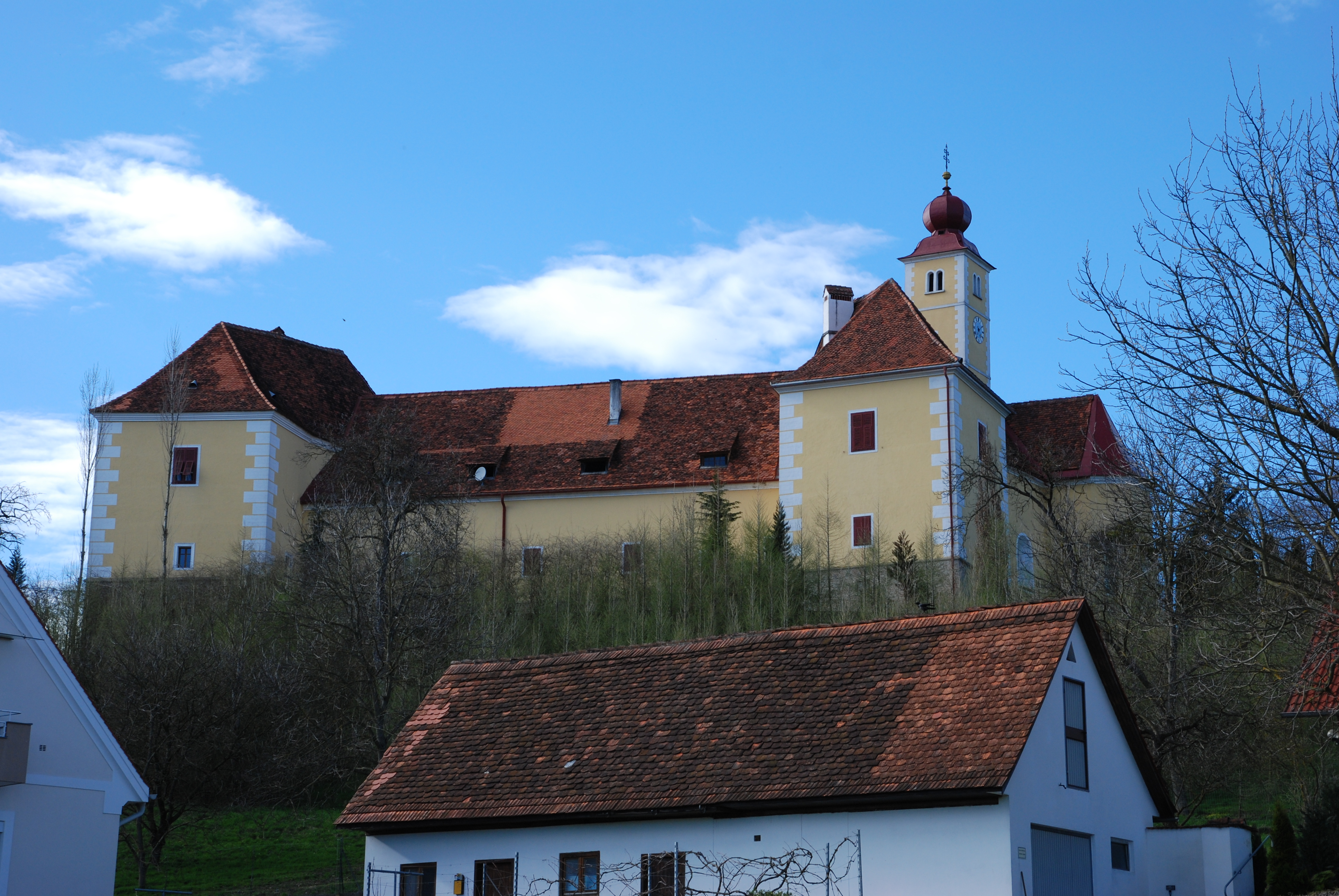
Schloss Weinburg 1578

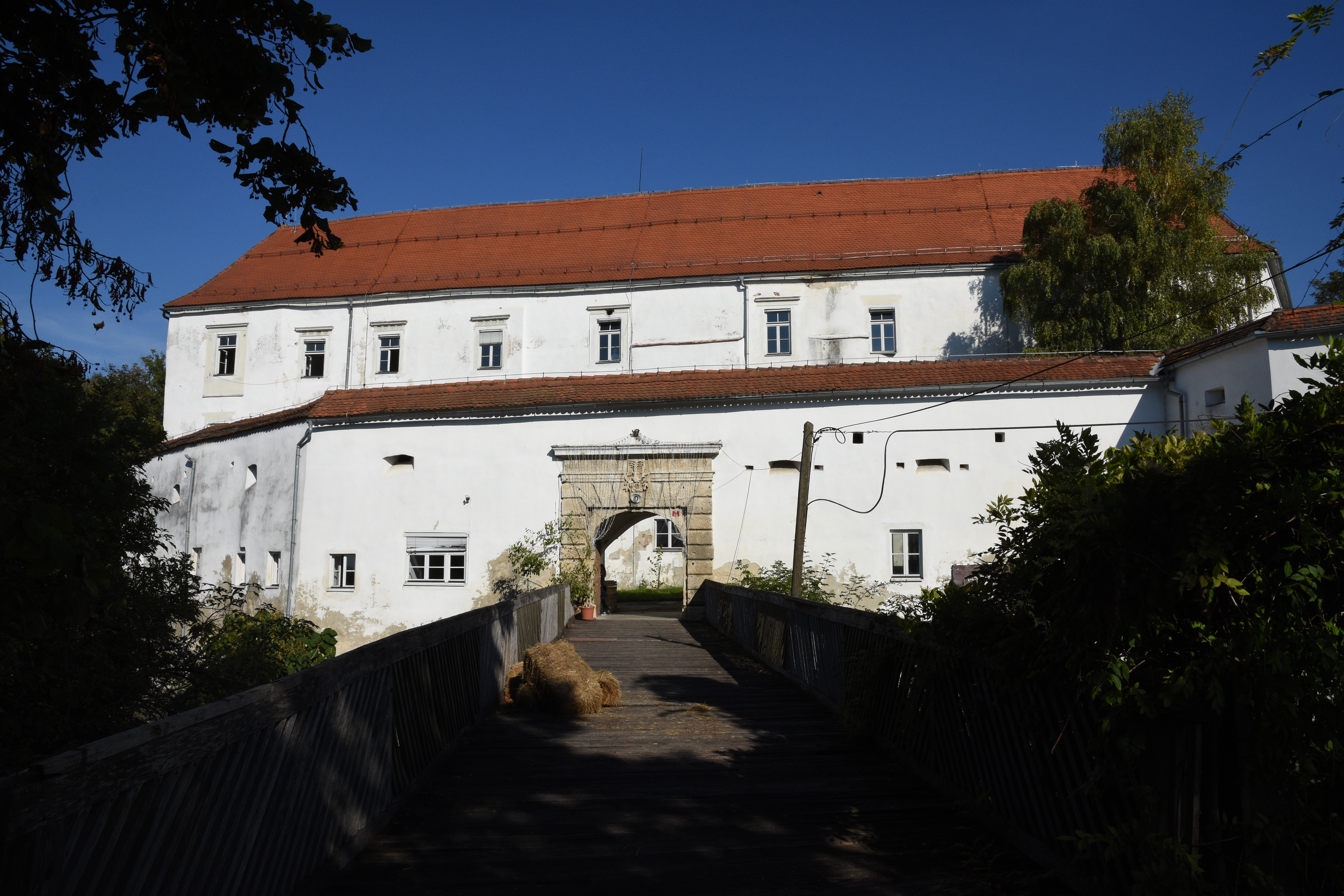
Schloss Obermureck / Grad Cmurek

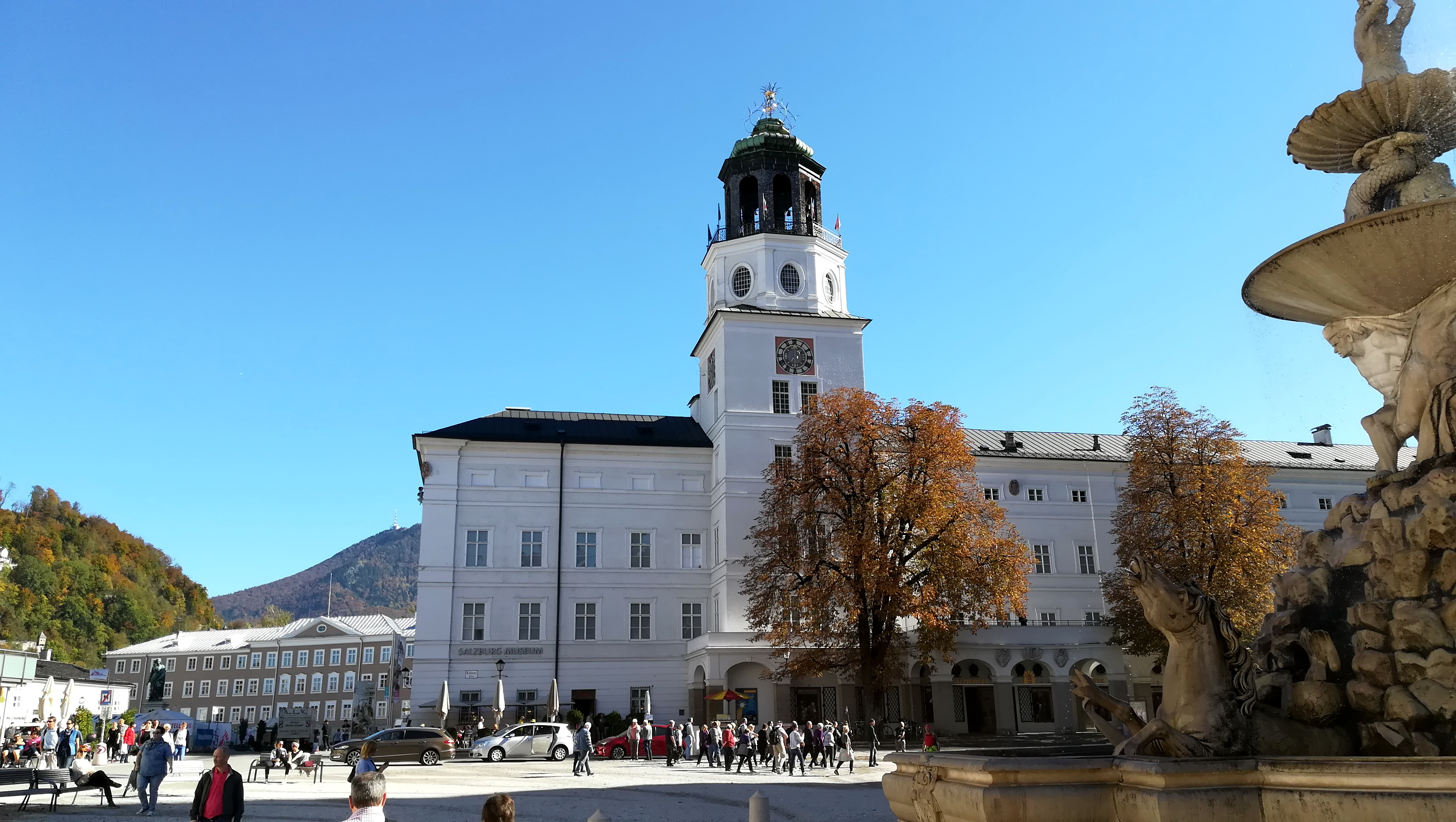
Salzburg Neue Residenz, Glockenspielgebäude

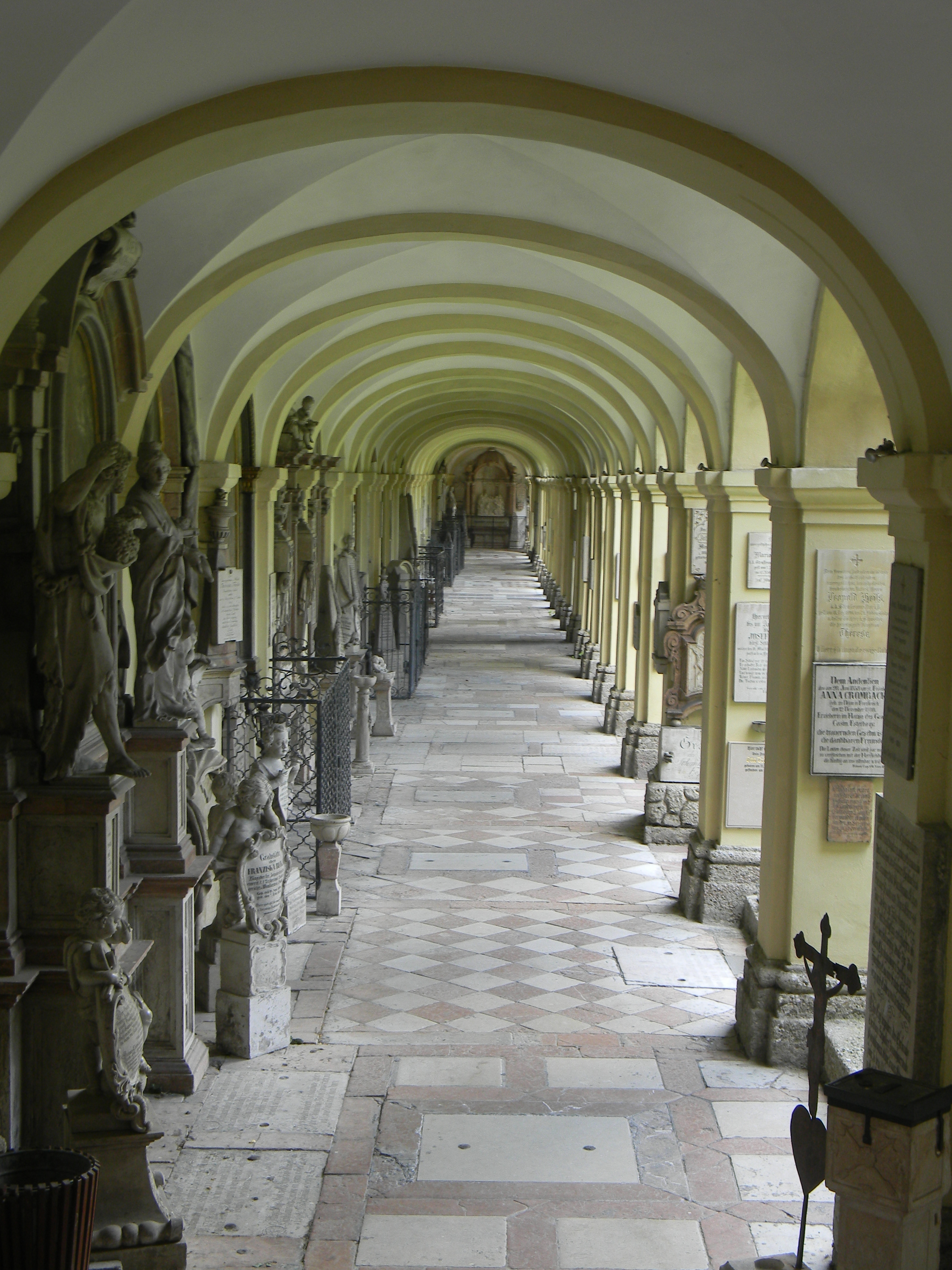
Sebastiansfriedhof Pfeilerarkaden

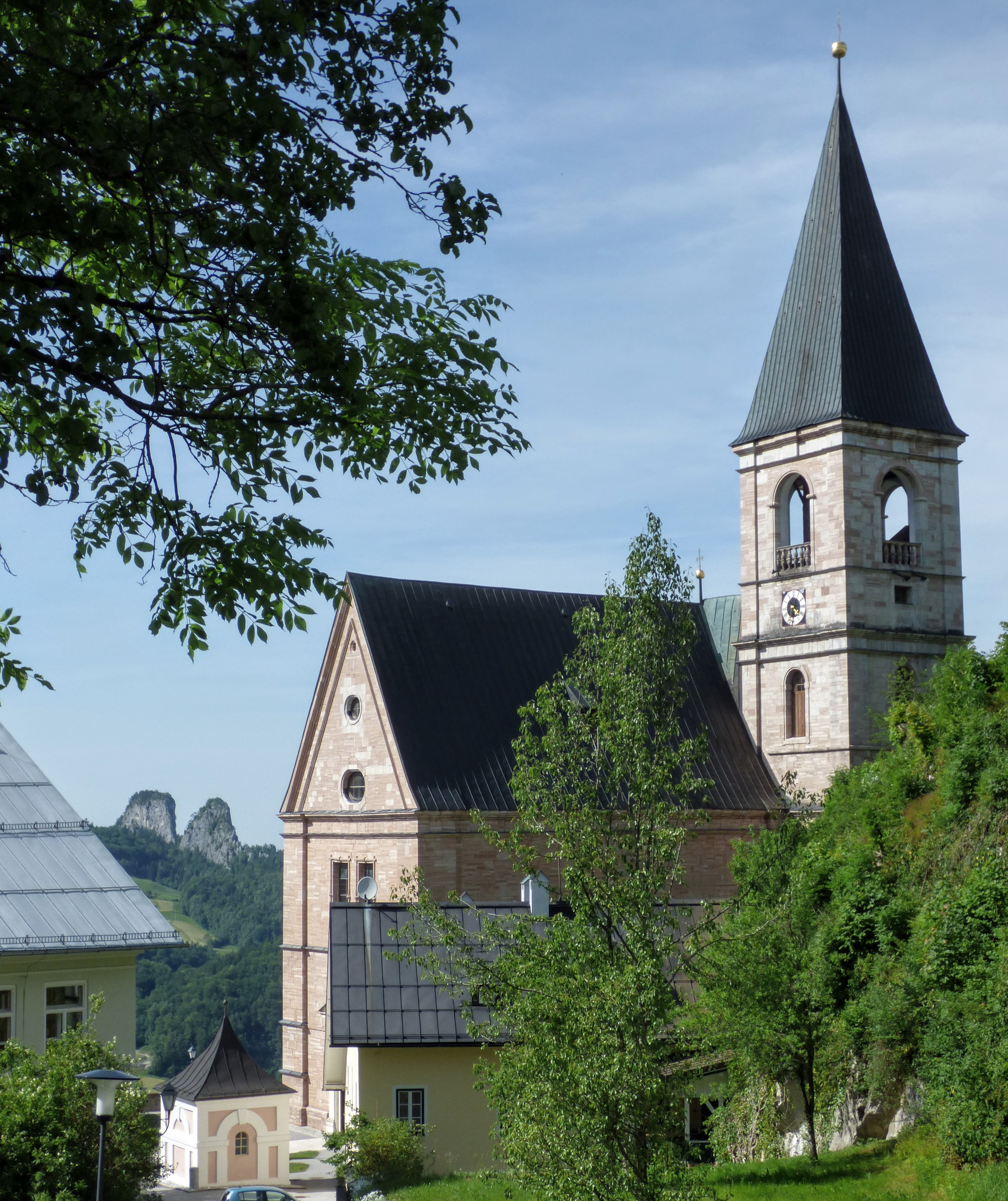
Wallfahrtskirche Hallein Dürrnberg

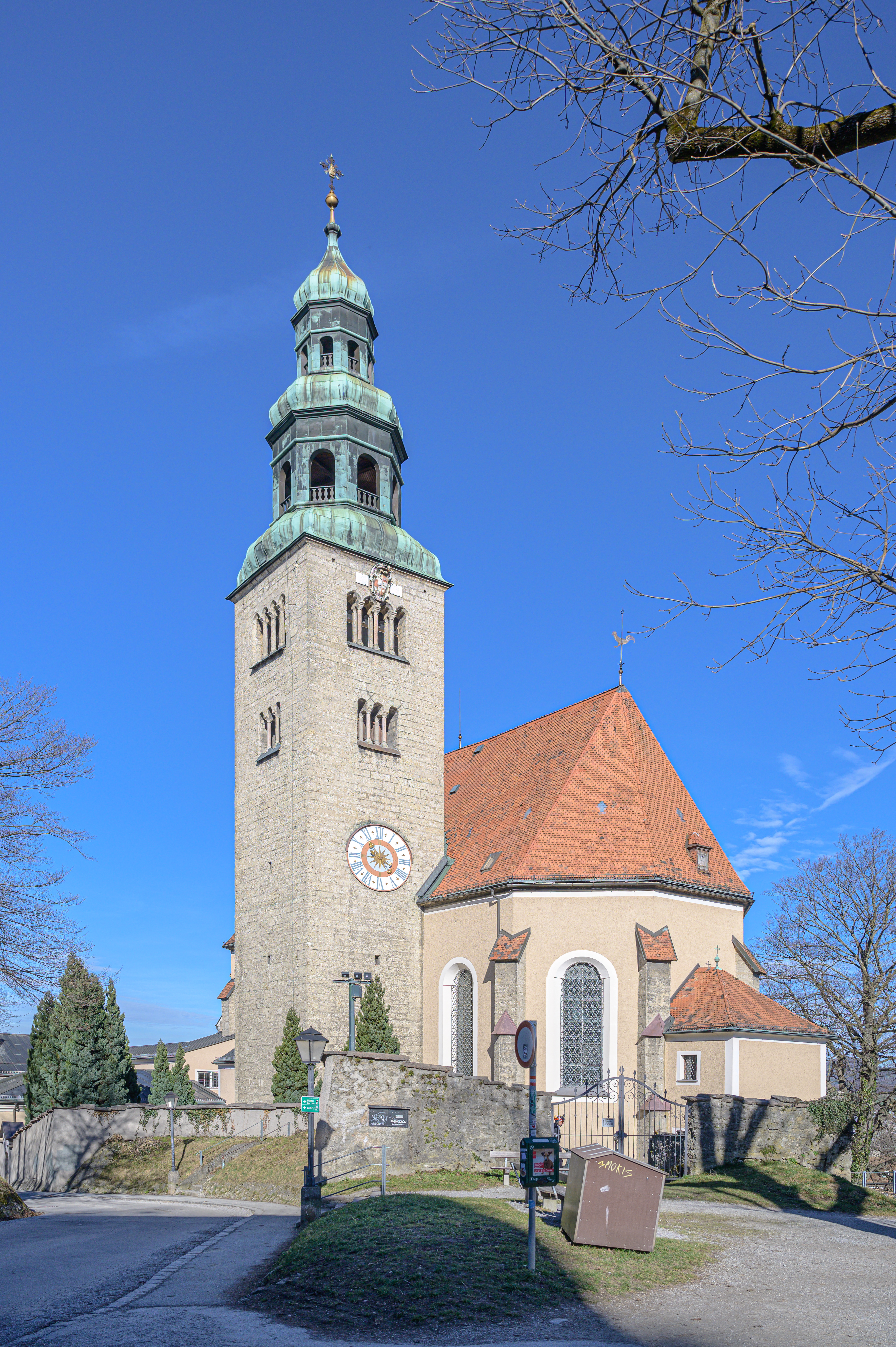
Pfarrkirche Mülln Salzburg

Andrea Bertoletti, auch Andrea Bertoleto, Andrea Bertoletto (* um 1540 in Verna; † 1596 in Salzburg) war ein Architekt, kaiserlicher–, ab 1591 Hofbaumeister von Fürsterzbischof Wolf Dietrich von Raitenau.

## Leben
Andrea Bertoletti war Sohn des Bartholomeo von Verna, im Bistum Como. Sein Bruder Giovanni Bertoletti (um 1550–1613), war Bildhauer und Baumeister in der Steiermark, wo sie teilweise gemeinsam arbeiteten. Andrea heiratete Lucia, Tochter des Stefano Simonisio aus Verna. Ihr einziger Sohn Johann Jacob / Giacomo Bertoletti lernte beim Vater, nach dessen Tod führte er Arbeiten weiter fort (Mausoleum). Jacob war Schwager von Santino Solari, dem Salzburger Dombaumeister. Andrea hatte drei Töchter, Domenica, Francesca und Simona. Die Familie lebte in einer Salzburger Wohnung.

### Werke (Auswahl)
Der kaiserliche Baumeister Andrea Bertoletti war seit 1578 im Gebiet des Bistums Salzburg tätig.

#### Erzherzog Karl von Innerösterreich
- Schloss Weinburg am Saßbach, in der Südsteiermark an der Grenze zu Slowenien

Im Schloss Weinburg am Saßbach schuf der kaiserliche Baumeister Andrea Bertolotti von 1576 bis 1587 für Erzherzog Karl von Innerösterreich, der Vater Kaiser Ferdinands II. durch weitgehende Umbauten ein Renaissanceschloss.
Im Jänner 1588 bat er den Erzherzog um eine ‚Gnadengabe‘. Er habe ins zehnte Jahr ‚Ihrer fürstlichen Durchlaucht Gebäu‘ hier in Weinburg erpauen helfen, hat nicht allein das Mauerwerk aufs beste verrichtet, sondern auch den Zimmer- und Handwerksleuten Anweisungen gegeben. Er betonte noch einmal, dass er das Mauerwerk ‚im ganzen Gepey‘ ein volles Jahrzehnt zu bestreiten hatte. Im Dezember 1590 richtete er eine neue Supplik an (die Witwe) Erzherzogin Maria, in der er um Entrichtung des Soldes ersuchte.

#### Georg von Stubenberg
- Schloss Obermureck / Grad Cmurek in Šentilj (Sankt Egidi) Slowenien

Georg von Stubenberg (1560–1630) übernahm 1587 Schloss Mureck, eine seiner Residenzen. Unter der Leitung des Baumeisters Andrea Bertoletti wurde bis 1591 der romanische Palas im Osten und der Südostflügel der Burg renoviert, sowie auf der Hofseite ein zweistöckiger Arkadengang angebaut, brachte er die Umbauarbeiten im Renaissancestil 1627 zum Abschluss.

#### Fürsterzbischof Wolf Dietrich von Raitenau
Der Baumeister Johann Baptist Ninguarda war 1591 entlassen worden. Auf Anfrage von Wolf Dietrich empfahl ihm der Viztum in Leibnitz, Hans Jakob von Kuenburg am 6. Feber 1591 Andrea Bertoletti ‚als stillen Mann und frommen Katholiken mit ausreichenden Kenntnissen und Qualitäten als Modellbauer‘. Als Referenz dienten seine in der Steiermark erbauten Schlösser Weinburg und Mureck. So erhielt Bertoletti das Amt des Hofarchitekten von Fürstbischof Wolf Dietrich von Raitenau.
- Salzburger Residenz

Die unterbrochene Arbeit am ‚Neugebäude‘ wurde wieder aufgenommen. Wolf Dietrich ließ einen Verbindungsgang über Friedhofsarkaden zum Bischofshof errichten.
- Sebastiansfriedhof

Erzbischof Wolf Dietrich von Raitenau gab 1594 den Sebastiansfriedhof in Salzburg in Auftrag. Sein Mausoleum sollte in der Mitte dieses Friedhofs stehen. Der ausführende Planer und Baumeister war sein Hofarchitekt Andrea Berteleto, er wählte den italienischen Friedhofstyp eines Campo Santo. 84 gewölbte Pfeilerarkaden umgeben auf allen vier Seiten den nahezu quadratischen Platz.
Zwei Jahre nach Fertigstellung des Friedhofs starb Berteleto und bekam das erste Grab am neuen Friedhof, das bis heute erhalten ist. Der nachfolgende Hofbaumeister Elia Castello baute und stuckierte mit seinem Sohn Giacomo Bertoletti von 1597 bis 1602 die Gabrielskapelle im Friedhof, dem Mausoleum des Fürsterzbischofs.
- Wallfahrtskirche Maria Dürrnberg

Der Bau der Wallfahrts- und Pfarrkirche Unser Lieben Frau in Dürrnberg bei Hallein unter Fürstbischof Wolf Dietrich erfolgte 1594 nach Plänen von Andrea Bertoleto. Sie wurde 1612 vollendet.
- Kirche Mülln

Die alte Pfarrkirche Mülln von 1460 verfiel, sie wurde erneuert, in den Bauakten wird Hofbaumeister Andrea Bertoleto (nachträglich) genannt, und als neue Klosterkirche 1605 den aus München herbeigeholten Augustiner-Eremiten übergeben.